# Agustín Cásares
General Agustín Cásares fue un militar mexicano que participó en la Revolución mexicana. Nació en Jumiltepec, municipio de Ocuituco, Morelos. Al estallar la lucha contra Porfirio Díaz se incorporó a las fuerzas comandadas por el General Emiliano Zapata; en mayo de 1911 participó en la toma de Cuautla. Agustín Cásares fue uno de los jefes que acompañaron a Zapata en su salida de Morelos rumbo a Puebla, razón por la que fue uno de los firmantes del Plan de Ayala, el 28 de noviembre de 1911. A partir de entonces operó con sus tropas en las vertientes del Popocatépetl. El 26 de febrero de 1918 murió en combate contra los carrancistas de la región montañosa de Tepecopulco y San Juan Tlacotosopa, Estado de México. 